# Bogislaw von Bonin
Bogislaw Oskar Adolf Fürchtegott von Bonin, född 17 januari 1908 i Potsdam, död 13 augusti 1980 i Lehrte, var en tysk Wehrmacht-officer och journalist.
Som överste inom generalstaben gav han den 16 januari 1945 order till Armégrupp A att retirera från Warszawa i strid mot direkt order från Hitler. Han blev för detta arresterad av Gestapo och fängslad.